# Iouri Dmitriev
Pour l’article homonyme, voir Iouri Alexeïevitch Dmitriev.
Iouri Dmitriev (en russe : Юриӣ Дмитриєв), né le 26 août 1946, à Dresde (Allemagne, Z.O.S.) est un coureur cycliste soviétique, à la charnière des années 1960 - 1970. Venu plusieurs fois en France, il a y remporté en 1972 le Tour du Limousin.

## Palmarès

### Palmarès année par année
- 1968
  - 9e du contre-la-montre par équipes des Jeux olympiques de Mexico (avec Boris Choukhov, Alexandre Dochlijakov, Valeri Iardy)
- 1969
  - Szlakiem Grodów Piastowskich
- 1971
  - 2e du Grand Prix cycliste de L'Humanité
- 1972
  - Tour du Limousin
    - Classement général
    - 4e étape[1]

### Places d'honneur
- Classement "par points" (combativité) de la Course de la Paix : 1969
- Classement par équipes de la Course de la Paix, avec l'URSS. : 1972
- 4e de la Course de la Paix : 1969
- 4e du Tour de Yougoslavie (victoire par équipes avec l'URSS) : 1969
- 6e du Tour d'Algérie : 1972
- 13e de la Course de la Paix : 1972
- 21e de la Course de la Paix : 1970
- 23e du championnat du monde de cyclisme sur route amateurs : 1970
- 32e de la course en ligne des Jeux olympiques de Mexico : 1968
- 73e du championnat du monde de cyclisme sur route amateurs : 1969